# 이와테·미야기 내륙지진
이와테·미야기 내륙지진(일본어: 岩手・宮城内陸地震 이와테미야기나이리쿠지신[*])은 2008년 6월 14일 오전 8시 43분(JST) 경, 일본 이와테현(센다이시 북쪽 약 90 km)에서 발생한 지진이다. 지진의 세기는 일본 기상청 규모 M7.2이다. 최대 진도는 이와테현 오슈시와 미야기현 구리하라시 지역에서 진도 6강을 기록했으며 피해도 두 도시를 중심으로 발생했다. 피해 특징으로 같은 규모의 지진에 비해 건물 피해가 적고 대신 산사태와 같은 토사 재해의 피해가 컸다.
일본 기상청은 본 지진을 쇼와 20년 (2008년) 이와테·미야기 내륙지진(일본어: 平成20年（2008年）岩手・宮城内陸地震, 영어: The Iwate-Miyagi Nairiku Earthquake in 2008)이라고 명명했다.

## 특징
일본 내 광범위한 지역에 흔들림이 느껴졌으며, 일본 기상청 진도 계급 기준 진도3 이상을 관측한 지역은 미야기현, 이와테현, 아키타현, 야마가타현, 후쿠시마현, 아오모리현, 도치기현, 이바라키현, 니가타현, 지바현, 사이타마현, 도쿄도, 홋카이도, 가나가와현, 군마현이다.
- 발생 시각: 2008년 6월 14일 토요일 오전 8시 43분 45초[4][5]
- 진원: 이와테현 내륙 남부
- 진원 깊이: 약 7.8 km
- 지진 규모(추정치): 일본 기상청 규모 Mj7.2
- 모멘트 규모: 미국 지질조사국 기준 Mw6.8~6.9[6]
- 발진기구해: 서북서-동남동 방향으로 압축 방향 축선을 가진 횡단층 성분이 있는 역단층형 지진(초기 해)[7]
- 최대진도: 6강(미야기현 구리하라시 이치하사마정, 이와테현 오슈시 고로모가와촌)
  - 일본 국토교통성 도호쿠 지방 정비국이 이와테현 이시와강에 있는 이시부치댐 바로 아래에 설치된 지진계에서 최대 지반 가속도 2,097 gal을 관측했으며 정비국 기타카미강댐 통합관리사무소는 이를 진도7에 해당하는 흔들림이라고 발표했다. 다만 계측진도 산출에 필요한 처리를 거친 값이 아니라 지형의 영향을 강하게 받아 지진동이 증폭된 값으로 분석했다.[a][8][9][10]
- 최대 지반 가속도(PGA)
  - 일본 기상청 발표 기준: 이와테현 오슈시 고로모가와구 1,816.5 gal(3방향 합성값)[11]
  - 국토교통성 발표 기준: 이와테현 오슈시 이사와구 이시부치댐 2,097 gal(댐 축방향)[8][9]
  - 방재과학기술연구소 발표 기준: 이치노세키니시 관측점(이와테현 이치노세키시 겐비초 우마쓰루베) 4,022 gal(3방향 합성값), 일본 국내 사상 관측 최대치로[12] 세계 최대 지반 가속도 기록으로 기네스 세계 기록 인증을 받았다.[13]
    - 상하 방향 3,866 gal, 남북 방향 1,143 gal, 동서 방향 1,433 gal이다. 최대 지반 속도(3방향 합성값)는 100.1 cm/s를 기록했다.[12]
    - 이치노세키니시 관측점에서 0.06초 주기 가속도 응답 스펙트럼은 9,853 cm/s2이다. 최대 속도 응답 스펙트럼은 AKTH04(히가시나루세촌, 지표상 동서 진동 2,449 gal 기록)에서 0.32초 주기로 316 cm/s를 기록했다.[14]

## 매커니즘
이번 지진을 일으킨 단층은 지진 발생 이전까지 존재가 확인되지 않았지만 정밀 조사 결과 여진역의 동쪽 가장자리에서 약 20 km 길이의 간헐적인 지표 단층의 출연을 확인했다. 지표상으로 드러난 단층의 대부분은 서쪽을 축으로 위쪽으로 이동한 상하 변위와 동서로는 압축당한 변위를 보였으며, 최대 변위량은 50 cm 정도였다. 인공위성을 통한 합성개구레이더(SAR) 분석에 따르면 이와테현 오슈시 이사와쿠 부근에서 미야기현 구리하라시 서북부에 있는 하나야마에 이르기까지 북북동-남남동 방향의 길이 약 30 km, 너비 약 10 km의 띠 모양의 지역에 간헐적으로 지각변동이 집중적으로 일어난 흔적이 발견되었다. 즉 단층의 모든 구간이 한꺼번에 군일하게 활동한 지진이 아니라 처음에는 깊은 곳에서 미끄러진 후 며칠간 표층 지역이 뒤늦게 여효변동으로 움직였다고 추정된다. 도쿄 대학 지진 연구소의 시마자키 구니히코 교수는 이번 지진이 지하에 있는 진원 단층의 정보가 지표의 뚜렷한 활단층 지형으로 나타나지 않아 기존과는 달리 새로운 단층 평가 방법이 필요하다고 주장한다.
- 아라토자와댐 부근에 나타난 지표상의 단층 지형을 땅을 파서 시행한 조사에 따르면 마이오세 후기 칼데라 형성 당시의 오래된 정단층이 다시 움직여 지표 단층을 이룬 흔적이 발견되었다.[19][20]
- 북북동-남남서 방향으로 길게 뻗은 길이 약 20 km, 폭 약 12 km의 역단층으로 단층면은 서쪽으로 갈수록 깊어져 서쪽 지반이 동쪽 지반을 타고 올라가는 구조이다. 주향(남쪽을 0도로 하여 시계 방향으로 계산)은 198°, 경사각(수평면과 단층면 사이의 각도) 31°의 충상단층이다. 단층에서 가장 얕은 부분은 깊이 약 0.4 km, 미끄러진 양은 최대 3.5 m이다.(일본 국토지리원 조사 기준)[21]
- 남북 방향으로 길게 뻗은 길이 약 27 km, 폭 약 11 km의 역단층으로 단층면은 서쪽으로 갈수록 깊어져 서쪽 지반이 동쪽 지반을 타고 올라가는 구조이다. 주향은 190°, 경사각 27°의 충상단층이다. 깊이는 약 2 km이며 최대 미끄러진 양은 5.33 m이다.(일본 방재과학기술연구소 기준)[22]
- 헬륨의 동위원소 비율(3He/4He)을 이용한 분석 결과 맨틀에서 기원한 유체가 지진 발생에 관여했다는 연구가 있다.[23]

또한 현지 조사를 통해 이치노세키시 겐비촌에서 약 3 km 길이로 남북에 걸쳐 긴 지반의 "편차"가 발견되는 등 진원역 가장 동쪽 가장자리에서 남북으로 약 20 km에 걸쳐 간헐적으로 지반이 뒤틀린 흔적이 발견되었다. 이는 주로 서쪽에서 융기하는 역단층의 성격으로 지진으로 발생한 단층 이동이 지표면에 드러난 것으로 보고 있다. 또한 이번 지진을 일으킨 단층과 인접한 북상 저지대 서연 단층대와의 관계, 특히 같은 단층대 남단에 있는 슛텐 단층대와 관계에 대해서는 같은 단층대에 속한다는 주장과 서로 다른 단층이라는 주장이 대립한다. 다만 여진의 발생 분포를 보면 단층면이 서북쪽으로 갈수록 깊어지고 있어 서남쪽으로 갈수록 단층이 깊어지는 슛텐 단층대와는 다른 단층이라는 의견이 더 강하다. 또한 이번 지진의 진원을 포함한 오우산맥 연안 지역과 오가반도에서 오시카반도에 이르는 지역에는 오가-오시카 구조대가 있다고 알려져 있다.
이번 지진의 진원지 인근에 발생했던 주요 지진으로는 1896년 리쿠 지진(M7.2), 1897년 미야기현 해역 지진(M7.4), 1936년 미야기현 해역 지진(M7.4), 1978년 미야기현 해역 지진(M7.4), 2003년 산리쿠 미나미 지진(M7.1), 2005년 미야기현 해역 지진(M7.2) 등이 있다. 또한 1962년, 1963년, 2003년에 각각 규모 M6.0~6.5의 미야기현 북부 지진이 발생했다.

## 진도
이번 지진으로 진도5약 이상을 관측한 지역은 다음과 같다. (참고 : 시구정촌은 2020년 기준 행정구역이다.)
| 진도 | 도도부현   | 시구정촌 |
| ---- | ---------- | --- |
| 6강  | 이와테현   | 오슈시 |
| 6강  | 미야기현   | 구리하라시 |
| 6약  | 이와테현   | 오슈시 |
| 6약  | 미야기현   | 구리하라시, 오사키시 |
| 5강  | 아키타현   | 유자와시, 히가시나루세촌 |
| 5강  | 이와테현   | 오슈시, 기타카미시, 이치노세키시, 가네가사키정, 히라이즈미정                                                                                                  |
| 5강  | 미야기현   | 구리하라시, 오사키시, 와쿠야정, 도메시, 미사토정, 나토리시, 센다이시 미야기노구, 와카바야시구, 리후정                                                         |
| 5약  | 아키타현   | 유자와시, 요코테시, 우고정, 미사토정, 다이센시 |
| 5약  | 이와테현   | 오슈시, 이치노세키시, 도노시, 후지사와정, 니시와가정 |
| 5약  | 미야기현   | 구리하라시, 오사키시, 가미정, 시카마정, 가쿠다시, 이와누마시, 자오정, 오가와라정, 가와사키정, 센다이시 미야기노구, 아오바구, 이즈미구, 이시노마키시, 오히라촌 |
| 5약  | 야마가타현 | 모가미정 |
| 5약  | 후쿠시마현 | 신치정 |

## 전진과 여진

### 전진
전날인 6월 13일 14시경, 본진 발생 42분 전인 6월 14일 8시 1분경에 각각 규모 M0.6, 본진 발생 32분 전인 8시 11분경 M1.6의 전진으로 추정되는 지진이 발생했다. 또한 1999년과 2000년에도 규모 M4~5에 달하는 지진이 자주 발생했다.

### 여진
지진 발생 이후 11월 18일까지 진도1 이상의 여진이 626차례 발생했다. 이 중 진도5약 이상의 여진은 본진 발생 약 40분 후인 6월 14일 9시 20분경에 발생한 미야기현 북부의 규모 M5.7, 최대진도 5약(미야기현 오사키시 관측)의 최대여진 1차례 뿐이다.

## 사상자
- 사망자 17명[30]
- 실종자 6명
- 부상자 426명[31]

## 같이 보기
- 일본의 지진 목록
- 아키타 센보쿠 지진
- 이와테현 내륙 북부 지진
- 쇼나이 지진
- 미야기현 북부 지진
- 리쿠 지진
- 도호쿠 지방 태평양 해역 지진 (동일본대진재)
- 2008년 도호쿠 지방에 발생한 규모 M7 이상 지진
  - 이와테현 연안북부 지진
  - 2008년 후쿠시마현 해역 지진
  - 2008년 이바라키현 해역 지진

## 참고 문헌
- (일본어) 平成20年（2008年）岩手・宮城内陸地震について -気象庁- 地震予知連絡会会報 第81巻 (PDF)
- (일본어) 平成20年（2008年）岩手・宮城内陸地震 - 独立行政法人防災科学技術研究所
- (일본어) 平成20年（2008年）岩手・宮城内陸地震の評価 地震調査研究推進本部 地震調査委員会